# 고베 시영 전차
고베 시영 전차,줄여서 고베 시전(일본어: 神戸市電, こうべしでん)은 고베 시 교통국에서 운영하고 있었던 노면 전차(시영 전차)이다.
1910년에 고베 전기 철도(현재의 고베 전철과는 무관계)에 의해서 효고와 고베의 양시가지를 묶는 노면 전차로서 개통, 1917년에 고베시에 매수되어 전기국(후의 교통국)이 운영하게 되었다. 그 후 고베 시의 발전에 수반해 노선을 확대, 전성기에는 35.6km의 노선망을 가졌지만 모터라제이션의 진전이나 고베 고속 철도의 개통에 의해서 승객이 감소, 1971년에 전선이 폐지되었다.
고베 시전의 개업은 6대 도시중 제일 늦었지만, 타도시에 앞서 저상차나 강철 제품 차체를 채용하는 등 선진적인 기술을 적극적으로 도입한 것 외, 1935년에는 좌석으로 전환 크로스시트를 채용한 획기적인 「로망스카」700형을 등장시켰다. 차체의 도색도 포도색등의 암색계의 단색이 차체 도장의 주류였던 다른 전차와 달리 재빨리 그린과 크림의 투톤 컬러를 채용해 시민으로부터 「녹색 시영전차」라고 사랑받았다. 서비스면에서도 여자 차장을 채용하고 안전면에 있어도 구조망에 펜더·스트라이커를 채용하고, 장애물이 차바퀴에 말려 들어가기 전에 퍼올릴 수 있도록 하는 등의 배려가 이루어지고 있었다. 이러한 하드·소프트 양면에 있어서의 치밀한 대전에 의해서, 고베 시전은 「동양 제일의 시영 전차」라고 내외로부터 기릴 수 있어 그 성과는 현재에도 구전되고 있다.

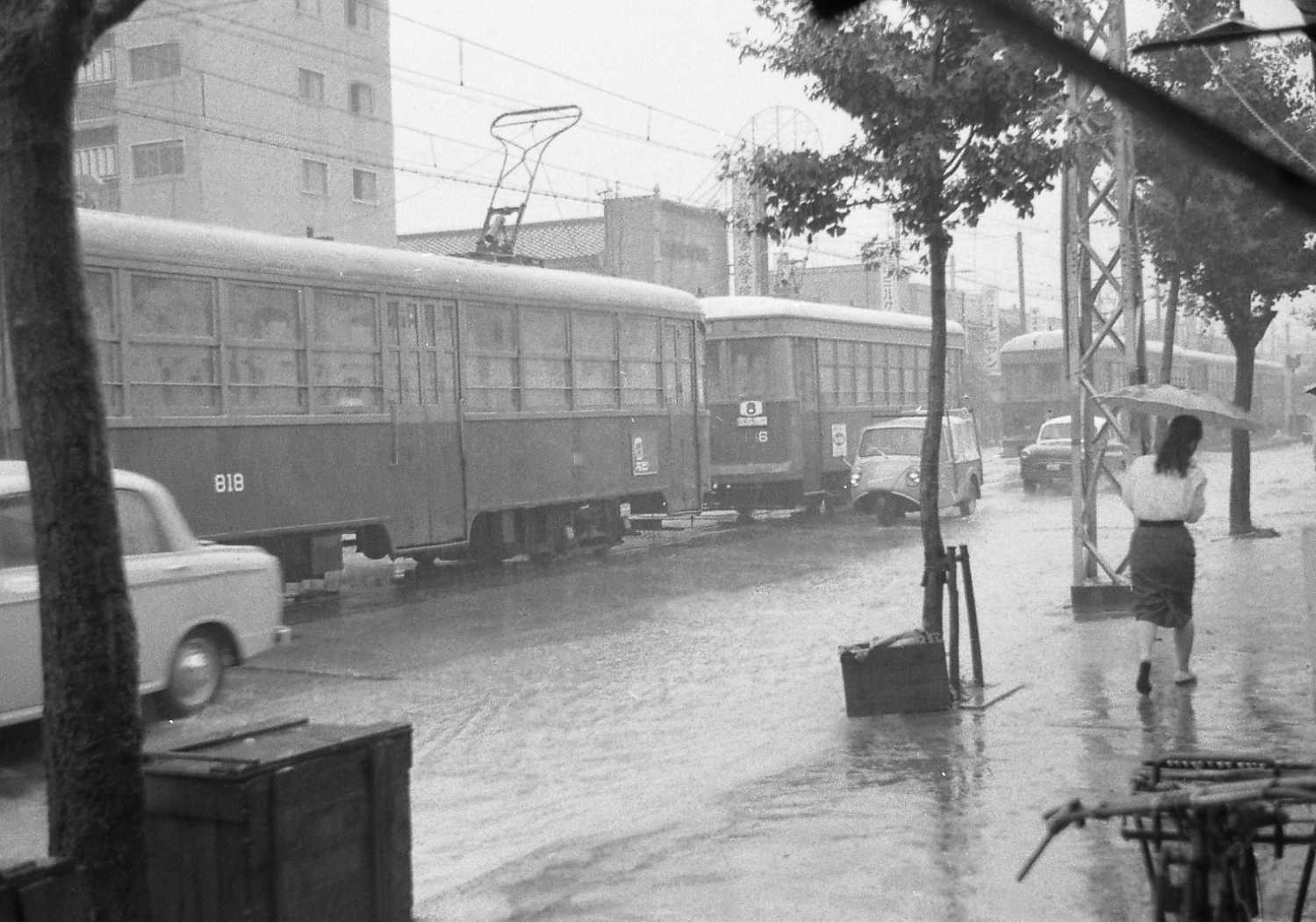
1961년 당시의 고베 시전 800형

## 역사

### 여명기

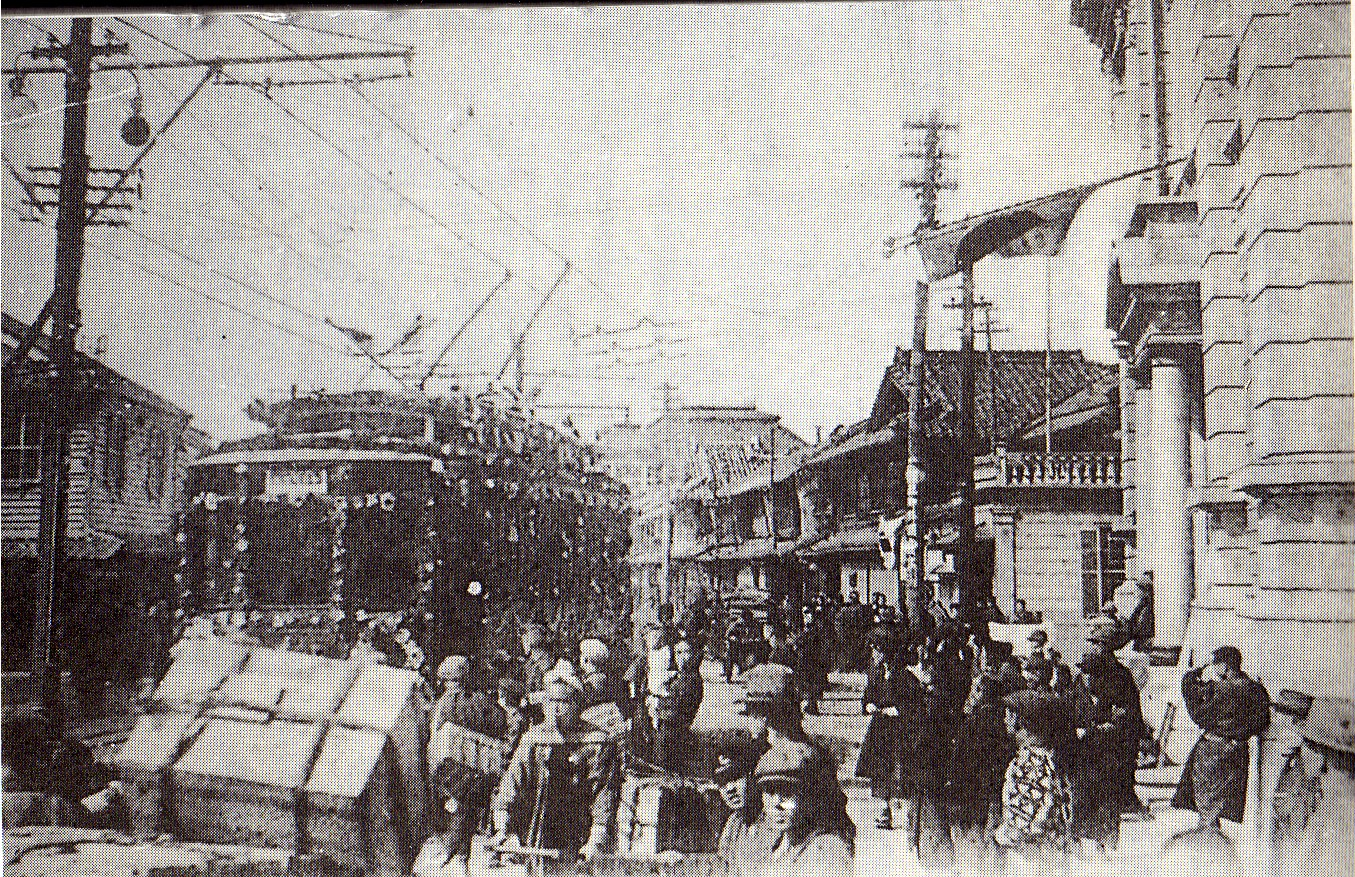
고베 전기 철도 개업일의 모습

고베 시내에 있어서의 노면 전차의 부설 계획은 1890년대 초기까지 거슬러 올라간다. 당초는 시기 상조론이 강하고, 도로폭을 확보할 수 없는 것을 이유에 시회에 대해도 반대되고 있었지만,1900년대가 되면 실현을 향해서 움직이기 시작했다. 이번은 사업주체를 시영으로 할까 민영으로 할까로 의견이 나뉘었지만, 당시의 고베 시장이 재정상의 문제로부터 시내 전철의 조기 부설을 위해서는 민간기업에 의한 부설이 불가피라고 판단, 장래의 시에의 사업 양도등을 조건으로 민간기업의 출원을 인정하게 되었다. 이것에 의해서 당초부터 시내 전철 건설 계획을 가지고 있던 고베 전기 철도를 시작해 5회사가 출원한 것 외, 한신 전기 철도도 고베측의 종점을 산노미야로부터 아메리카 부두까지 연장하는 노선 면허를 출원하는 등, 출원자가 속출하는 모양이 되었다. 이러한 상황을 받아 시와 출원자의 사이에 협의를 실시한 결과, 고베 전기 철도를 중심으로 합자 협력을 실시하게 되어 발기인의 증원과 증자를 실시해 재출원을 실시해, 1906년 11월에 내무 대신으로부터 부설 특허가 교부되었다.
고베 전기 철도는 면허가 교부된 제1기, 제2기 선의 26km 가운데, 고베 시내의 중심부를 동서로 관철해, 당시는 아직 다른 마을의 색채가 강했던 효고와 고베를 연결하는 가스가노(후의 가스가노도) - 효고 역전사이의 건설을 개시했다. 궤도를 시작해 차고, 공장, 발전소라고 하는 시설의 공사도 순조롭게 진행되어 1910년 4월 5일,전철을 한번 보려고 많은 구경꾼이 몰려들어 연선의 처마끝에는 「축 개업」의 새빨간제등을 죽 매다는 등, 축하 분위기가 넘치는 가운데 개통했다. 이 후도 1912년부터 1913년에까지 누노비키 선, 효고 선, 평야 선을 개통시킨 것 외, 이전의 1913년 5월에는 행정과 고베 재계의 주선에 의해 배전 사업에 있어서의 과당경쟁을 막기 위해서 고베 전기 철도 개통 전부터 고베 시내에서 배전 사업을 실시하고 있던 고베 전등과 합병, 회사명을 고베 전기라고 개칭했다.

### 전기국 탄생
고베시와 고베 전기 철도의 사이에 체결되고 있던 출원시의 부대 조건안에 「 제1기 선은 2년이내, 제2기 선은 4년이내에 준공하는 것」이라고 하는 일조가 있었다. 회사측도 거기에 따라서 노선 연장을 반복했지만, 개업 후 4년을 경과한 1914년에 들어가도 노선의 총연장이 약 12.2km라고 당초 계획된 노선망의 반에도 못미쳐 계획전 노선의 완성이 큰폭으로 늦는 것은 명료했다. 계획이 늦은 이유로서는 내무성의 궤도 부설 기준이 어려워져 종래보다 넓은 도로 폭이 필요하게 되어, 그만큼 용지 매수에 걸리는 비용이 증대했던 것을 들 수 있다. 그러나 시민의 사이부터 계획 노선의 조기 부설을 요구하는 소리가 나날이 높아져, 이대로 민영으로 사업을 진행시켜 나가는 것은 고베 시의 발전 속도에 건설을 따라잡을 수 없는 것이 위구심 되었기 때문에 공영 사업으로서 운영하라는 소리가 높아져, 고베 시는 1916년부터 고베 전기와의 사이에 매수 교섭을 개시,9개월에 걸치는 교섭과 고베 상업 회의소 회장의 조정에 의해서 매수안이 타결, 감독 관청의 허가를 받아1917년 8월에 고베 시는 「고베 시 전기국」을 발족시켜, 고베 전기의 궤도·전기 공급업을 계승했다.
전기국 발족 이후는 제1기 선에서 끝까지 남아 있던 누노비키 선의 잔부의 연장 공사를 개시, 1919년 4월에 쿠모치1가 - 상 츠츠이간이 개통, 다음 1920년에는 한신 급행 전철 고베 선이 개통해 상 츠츠이로부터 오사카로의 새로운 터미널이 탄생했다. 미착손의 제2기 선에 대해서는 출원후에 고베 시내가 크게 발전한 것으로부터 계획의 재검토를 실시, 시회의 의결을 거쳐 출원, 1920년 5월에 허가가 나와 1921년 8월에 가노우마치 3가 - 오쿠라산 사이의 개통을 시작으로 순조롭게 연장을 계속해 1925년 3월에 와다 선의 나카노시마 - 이마데 재가 2가간이 개통하고, 당초 계획 노선이 완성하는 것과 동시에 시영전차 말기까지 계속되는 시영 전차 네트워크가 확립되었다.

### 비약으로의 기초 다지기
노선망의 정비와 함께 서비스의 충실도 도모할 수 있게 되었다. 1920년에는 이로하식의 계통 표시를 개시한 것 외, 후술과 같이 일본 최초의 부인 전용 전철의 운전을 개시했다. 부인 전용 전철은 단기간의 대전으로 종료했지만,2기 선이 거의 완성된 1924년 2월에 운전 계통의 대개정을 실시, 이것을 기에 계통 표시를 이로하식으로부터 고베를 방문하는 외국인에게 배려하고, 일본 최초 채용이라고 하는 아라비아 숫자를 사용한 것이 되었다.
진취의 기풍은 차량의 면에서도 나타났다. 1920년에는 일본 최초의 저상 보기차인 C차 10량(후의 500형 501510)이 등장, 다음 1921 - 1922년에 걸쳐 등장한 E차 20량(후의 500형 511 - 530)과 함께 격화하는 혼잡 완화에 기여했다. 저상차는 동시기에 제조된 D차(Nos.101150),F차(Nos.171175)에도 도입되어 스텝을 낮게 하는 것으로 승강 환경의 개선에 기여했다. 그리고 1923년에는 일본 최초의 강철 제품차(스틸 카)로서 알려진 G차 20량(Nos.181200,후에 201220로 개번)이 등장, 계속해서 등장한 H차(Nos.221240)와 함께 안전성과 경제성의 양면으로부터 강철 제품 차체의 유리한 일을 실증한 것으로부터, 다음 1924년에는 고베 시내에 노선 연장하는 한큐, 한신의 양사철이 500형(한큐),371형(한신)이라고 하는 강철 제품차를 취역시킨 외 , 그 후 철도성의 전국의 철도 사업자가 강철 제품 차량을 도입하는 계기가 되었다. 시영전차에 대해서도 이후의 증비는 모두 강철 제품차가 되어,I차(Nos.531550),J차(Nos.551562),K차(Nos.563587),L차(Nos.588597)와 3문 대형 보기차가 잇달아 제조되었다. 또,G차의 등장과 함께 장애물이 전면의 스트라이커에게 접촉하면 전륜의 전에 마련한 구조망이 자동적으로 낙하해 장애물이 차바퀴에 말려 들어가기 전에 퍼올리는 펜더·스트라이커를 채용, 안전면의 향상에 공헌하는 것과 동시에 그 후 40년 가까이 시영전차에 의한 인신 사망 사고가 발생하지 않는다고 하는 쾌거의 근원이 되었다.
차량면의 충실 외에 노선의 연장이나 시설의 개량·확충도 적극적으로 행해졌다. 1921년에는 제3기 선으로서 스마 선, 다카마츠 선,와키하마 선 등의 노선을 출원, 안에서도 스마 선은 효고 전기 궤도의 해안 지선과 경원이 되었지만, 전년에 합병한 스마마치와의 합병 교섭 시에 시영전차 노선의 구동내에의 연신을 강하게 요망되어 합병 후는 새롭게 설치된 하야시다 구, 스마 구의 주민이 「시영전차 스마 선 속성 동맹회」를 만드는 등 적극적으로 운동을 실시한 주민측의 움직임등이 고려되어 시측에 면허가 교부되게 되었다. 이 외의 노선은 와키하마 선의 와키하마 - 아시야천간이나 야마테 선 등과 같이 타사와의 경원·병행 노선의 면허 신청은 각하 되었지만, 대개 수리되어 1922년 8월 17일자로 스마 선을 시작해 다카마츠, 와키하마 각선의 면허가 교부되었다. 노선의 연장은 연선 인구의 증가가 현저한 스마 선으로부터 개시되어 도시 계획 사업의 채권 발행 인가가 늦었기 때문에 공사 개시도 늦었지만, 1924년부터 1927년에 걸쳐 스마역전까지의 전선이 개통, 계속되어 다카마츠 선의 연장 공사를 해 1928년 11월에 다카마츠도개교가 준공한 것으로부터 같은 달 19일에 전노선 개통,효고 운하주 변의 주공 혼재 지역의 편리성이 향상했다. 시영전차의 연장으로 인해 차고나 공장의 확충도 행해져 1922년에는 오사다 공장이 차고를 병설한 형태로 개설, 공장은 수선 업무 외 차량의 자가 제조를 실시할 방침으로 건설되었다. 차고도 시영 당초의 소규모의 것을 쇼와 초기까지 스마, 누노히키, 가스가노, 오사다의 4차고에 집약해 관리의 효율화를 도모했다.
그런데 , 1929년에 발생한 대공황이나,동시기에 발흥 해 온 버스나 택시로 인해 시영 전차의 이용자수는 1928년를 기점으로 감소 경향을 보이기 시작한다. 또, 시내의 철도망인 도카이도·산요 본선 나다역 - 다카도리 역 사이의 고가 복복선화 및 후키다 역 - 스마역 사이 전철화에 수반한 일본 국철 전철의 운전 개시를 시작해 한큐 고베 선의 산노미야역 연장, 한신 본선의 이와야 역 서쪽의 지하화 및 산노미야 역 - 모토마치 역사이의 연장이 1936년까지 실시되어 1927년에는 한신간에 새롭게 정비된 한신 국도위에 한신 국도전궤가 개업해, 동년에는 우지강전기에 의해서 효고 전기 궤도와 고베 히메지 전기 철도가 경영 통합된 것에 의해서 1928년에는 효고 - 히메지사이 직통 운전이 개시되어 동년에는 고베 아리마 전기 철도가 개업하는 등, 쇼와 초기에 시내의 교통 지도가 크게 변경되려고 하고 있었다. 시영전차도 이러한 정세를 근거로 하고, 소프트·하드의 양면으로부터 큰 변혁을 이루게 되었다.

### 동양 제일의 고베 시전

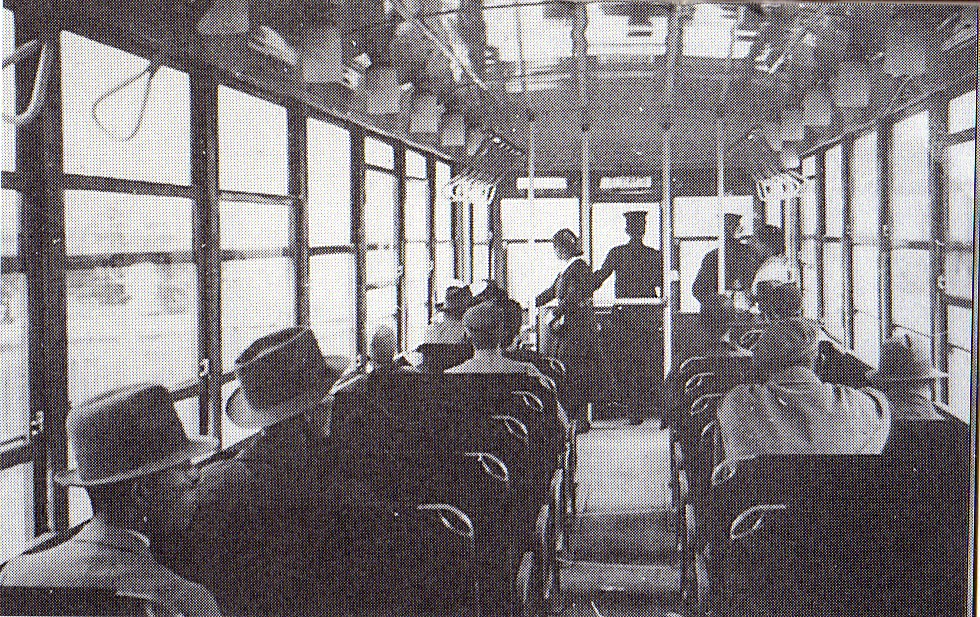
로망스카 차내

시영전차의 노선 연장은 다카마츠 선 개통 이후 긴축 재정의 선동을 받아 잔여 3노선의 연장 공사의 중단을 피할 수 없게 되었지만, 이 중 와키하마 선에 대해서는 한신 국도의 산노미야까지의 연장에 수반해 궤도를 국도상에 이전하는 것이 먼저 개통한 한신 국도전궤와의 접속에 유효하다라고 판단된 것으로부터 노선명을 동부 국도 선으로 변경 후, 새롭게 3기 6호선으로서 추가된 세관 선과 함께 변경·추가 신청을 실시해 양선 모두 1932년부터 1935년에 걸쳐 개통,3기 선의 부설은 일단 완성했다.
1931년에는 일본 국철의 고가화에 수반해 종래 시영전차가 위가 되어 입체 교차하고 있던 것을 시영전차의 과선교를 철거해 지상선으로 해 그 공극에 일본 국철의 고가 다리를 놓는 변환 공사를 시내 4개소의 과선교에서 실시하게 되었다. 변환 공사는 10월 9일부터 10일 미명에 걸쳐 실시되어 양선의 궤도 변환은 큰 사고도 없게 하룻밤새에 완료했다.
차량면에서의 근대화도 착실하게 진행되어 갔다. 1920년대부터 시영전차 창업시에 제조되었던 A차,B차의 모터 및 차체를 지탱하는 부분을 저상용의 것에 환장, 1932년까지 전차 완료했다. 동시에 1930년에는 B차를 시작으로 300형에의 강체화 개조를 개시, 창이 크고 밝고 경쾌한 차체는 시민으로부터 호평을 가지고 맞이할 수 있었다. 이것에 자신을 얻은 전기국은 계속해서 A차의 300형태에의 강체화 개조를 실시,1932년까지 완료했다. 강체화는 차례차례 진행되어 1931년부터 1935년에 걸쳐 D차,F차가400형에, 1932년에는 시영전차 첫 보기차인 C차가 600형에, 각각 강체화 개조가 실시되어 남는 목조차는 E차였다. 또, 1933년에는 길게 시민에게 사랑받아 후의 지하철에까지 인계되는 녹색을 차체색에 채용했다.
차량면의 충실 외에도 1929년부터 정류소의 안전지대의 설치를 차례차례 진행해 1933년에는 운행 속도 상승을 신청해 수리된 것으로부터, 1934년부터 운행 속도 상승을 실시, 운전 시간이 큰폭으로 단축되었다. 또, 1935년에는 여자 차장이 등장, 여자 차장의 채용 그 자체는 타도시에 비해 결코 빠른 것은 아니었지만, 그 서비스는 이용자의 호평을 얻었다. 그리고, 이러한 시책의 집대성으로서 동년에 E차를 강체화해 등장한 것이, 일본의 철도 차량 사상 길게 구전되게 되었던 700형「로망스카」였다. 그 획기적인 내장에 비하면 별로 전해지지 않은 이야기로서 700형태의 등장에 의해 고베 시전은, 동시기에 301,311,321,331형을 1001,1101,1111,1121,1141형으로의 강체화 개조를 완료한 한신과 함께 일본 최초가 되는 전영업 차량의 강철 제품화를 완료했다. 또,300형으로부터 700형에 이르는 각 형식 모두 오사다 공장에서 강체 화공일을 해 전기국이 가지는 기술력과 제조력의 높음을 차량 메이커나 다른 사업자에게도 나타내 보였다.
이러한 대전의 결과, 고베 시전은 노선 규모는 6대 도시중 가장 짧기는 하지만, 1932년 시점에서의 1개월에 있어서의 시민 일인당의 이용 회수는 1정도,1시간당의 운전 회수나 1km당의 사업 수입도 1정도와 타도시를 크게 리드하는 실적을 쌓아 올리고 있었다. 차량면에서 게이한신 3도시의 시영전차를 비교해도 1601형이나 유선형의 901형, 「수뢰형 전철」의 애칭으로 알려진 참신한 강체화차의 801형 등의 당시의 일본의 노면 전차를 대표하는 차량을 소유하면서도,170량이 제조되었던 1081형이나 메이지 말기에 등장한 501형,601형이라고 하는 목조 보기차를 대량으로 소유하고 근대화가 진행되지 않았던 오사카 시전, 획기적인 「청전」600형이 등장하고 있었지만, 창업기에 제조되었던 광궤1형이나 타이쇼 말기부터 쇼와 초기에 걸쳐 제조되었던 500형 보기차에,200형,300형이라고 한 고전적인 외관의 차량이 주력이었던 교토 시전에 비하면 고베 시전의 선진성은 두드러지는 것이 있었다. 이렇게 해서 스마트하고 경쾌, 양질인 서비스의 고베 시전은 고베를 방문한 비지니스맨이나 여행자, 선원으로부터 칭찬되었던 것뿐만 아니라 고베 시민에 있어서도 자랑이 되어, 당시의 시대 풍조로부터 「일본 제일」을 뛰어넘고, 현재에도 인구에게 회자하는 「동양 제일의 고베 시전」이라고 하는 일정 수식어로 불리게 되었다. 이러한 실적을 기초로 「고베 시 교통국 80년사」중에는 「고베 시전은 명실 공히 일본 제일이었다고 자랑해도 좋을 것이다」라는 일문이 기록되고 있다.

### 수해와 전시를 넘어

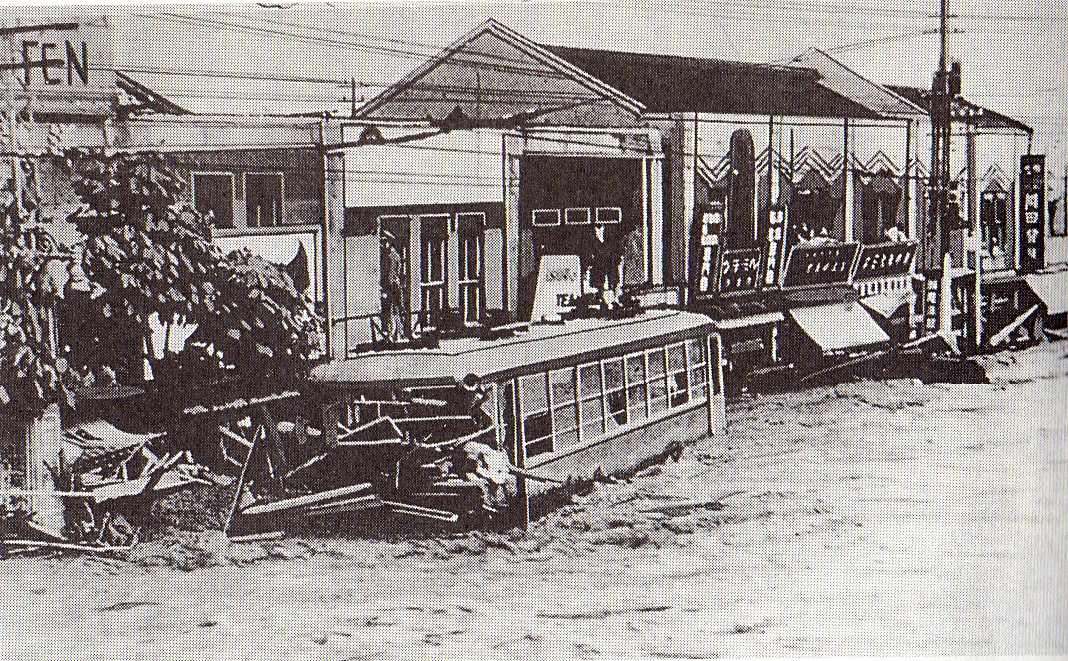
한신 홍수해로 피해를 입은 고베 시전, 고베시 가노우 정 3정목 부근

700형의 투입을 시작으로 한 소프트·하드 양면에서의 서비스 향상책이 공을 세우고, 일본 국철 전철의 개통이나 한큐·한신의 시내 노선연장에 의한 수입 감소를 최소한으로 억제해 시영전차의 이용자수도 1932년을 바닥에 회복 기조를 더듬게 되었다. 또,3기 선의 부설에 일정한 목표가 선 것으로부터 제4기 선으로서 세관 앞부터 미나토마치 1가까지, 현재의 일본 국도 2호선인 가이간도리를 달리는 가이간 선을 축으로 기존 노선과의 접속 노선을 포함한 3노선과 사이고우 정·롯코 마을을 1929년에 편입해 발족한 나다구 내의 교통 사정 개선을 위해서 한큐 산노미야 연장에 수반해 교통 결절점으로서의 기능이 저하한 상 츠츠이 종점으로부터, 니시노미야 상원에 이전한 간사이 학원의 구캠퍼스인 하라다의 숲을 빠지는 당시의 군시 경계인 이시야강까지 묶는 4노선의 새로운 계획선의 출원을 실시해 전자에 대해서는 1937년에, 후자는 1939년에 각각 인가되었다. 그러나 1937년 7월 7일에 발발한 노구교 사건부터 전철화가 확대, 이윽고 일중 전면 격돌의 양상을 나타내게 되면서 나날이 전시색이 진해져, 연료 부족에 의한 버스 사업의 축소에 의해서 시영전차의 승객은 증가했지만 물자 부족에 따라 차량의 증비도 노선 연장도 마음대로 되지 않게 되어, 서비스 향상도 이의 다음이 되어 버렸다. 거기에다 1938년 7월 5일에 발생한 한신 홍수해로 고베 시내는 괴멸적인 피해를 받게 된다. 그 부흥도 뜻대로 안되는 와중에 태평양 전쟁에 돌입해 버려, 말기의 고베 대학교 공습(1945년 3월 17일,6월 5일)에서는 오사다 차량 공장을 시작해 스마·누노히키·가스가노의 3차고도 피해받은 것으로부터 궤도나 가선의 피해를 포함하면 시영전차는 괴멸적인 대타격을 받게 되었다.
그런데도 이러한 피해를 넘어 1948년까지는 공습의 피해가 현저했던 야나기하라 선을 제외한 전노선과 차고의 복구를 이루어 이루어 1953년의 이시야가와 선 전노선 개통으로 노선망은 최장의35.6km에 이르렀다. 또한 1942년 5월부터는 배전 사업이 간사이 배전으로의 이관에 수반해 관할 부서명을 「교통국」으로 개칭하고 있다.
그러나 1960년대에 들어가면 시영전차는 모터라제이션에 휩쓸려 승객이 감소, 또 적자 문제가 부상했다. 1966년에는 세관선이 폐지되어 노선의 축소가 시작했다. 한때는 주된 노선을 고가화해 정시성과 속도를 확보한 새로운 교통기관에 재생하는 플랜도 부상했지만 실현되지 않고, 고베 시 의회에서는 1967년 10월, 시영전차 전폐를 전제로 한 「교통 사업 재정재건 계획안」을 의결. 결국 시영전차는, 다음 1968년 이후 매년의 구간 폐지를 거치고, 1971년 3월 13일을 끝으로 62년간(시영으로서는 54년)의 운행을 종료했다.끝까지 남은 노선은 [[산노미야 한신 앞 - 난코 앞 - 와다미사키 - 오오하시 9가 - 이타야도 역이었다.
그런데, 시영전차의 말년에 해당되는 1968년 4월 7일에는 한큐·한신·산요를 직결해 고베 전철과도 연결하는 고베 고속 철도가 개통, 또 동년 6월 24일에는 고베시 교통 사업 심의회가 고속 철도망(지하철) 건설을 답신하고 있다. 확실히, 철도의 세대 교대를 나타내는 사건이라고 말할 수 있다. 시영 지하철의 첫 개통(세이신 선, 묘다니 역 - 신나가타역)은 1977년 3월 13일, 기이하게도 시영전차 마지막 날로부터 정확히 6년 뒤이다.

### 연혁
- 1910년 4월 5일 가스가노(후의 가스가노도) - 다키미치 - 난코 앞 - 효고 역 앞간 5.857km가 고베 전기 철도로서 개통.
- 1913년 5월 1일 고베 전기 철도가 고베 전등과 합병해 고베 전기로 회사명 변경.
- 1917년 8월 1일 고베 전기를 매수, 고베 시 전기국으로서 시영 궤도 사업 개시. 이 시점에서 궤도 연장 12.27km, 차량은 94량(살수차 4량 포함).
- 1920년 10월 30일 운전 계통을 구별하기 위해서 「이, 로, 하…」의 가타카나 계통판의 사용 개시
- 1924년 2월 20일 운전 계통판을 아라비아 숫자로 변경
- 1928년 11월 9일 쇼와 천황 즉위 기념 꽃 전차를 운행
- 1933년 4월 1일 도색에 녹색을 채용.
- 1935년 12월 25일 노면 전차로서는 일본 최초의 크로스시트차(로망스카)700형을 투입.
- 1941년 2월 1일 평일 출퇴근 시간시의 급행 운행 개시
- 1942년 5월 19일 고베 시 전기국으로부터 고베 시 교통국으로 개칭.
- 1942년 9월 21일 급행 운행을 일·축일에도 확대, 운행 시간도 연장
- 1944년 4월 1일 차내 좌석의 철거, 남녀별 승강, 시리스 운전, 여자 운전기사의 채용 등, 전시 운전을 실시
- 1945년 10월 1일 환승권 제도 폐지
- 1949년 12월 1일 전철 여자 차장 제도 폐지
- 1951년 3월 31일 집전장치를 뷰겔화
- 1951년 12월 20일 화물 수송 제도를 폐지
- 1953년 10월 1일 이시야가와 선 롯코구 - 이시야가와간이 개통해, 노선이 35.6km로 최장 노선이 된다.
- 1959년 4월 1일 여성 차장 등장
- 1966년 5월 1일 세관 선(산노미야 한신 앞 - 세관 앞간. 현재의 플라워 로드에 해당된다)을 폐지. 노선 축소를 전제로 한 폐지가 시작된다.
- 1967년 10월 21일 시의회, 시영전차의 전폐를 중심으로 한 「교통 사업 재정재건 계획안」을 의결.
- 1968년 4월 14일 1인 승무 운행 개시
- 1971년 3월 13일 시영전차 전선 폐지.

## 특징
궤간은 표준궤(1435 mm), 전압은 직류 600V.
록코산 남쪽 산기슭을 동서로 퍼지는 고베 시 거리의 특징대로 노선망도 동서로 길고, 「야마테」와「하마손」의 2루트로 크게 나눌 수 있다. 또 고베에 모여 오는 각 사철과의 액세스도 담당하고 있어 안에서도 오사다로의 산요 전철과의 평면 교차 및 양자의 전압이 다르기 때문에 설치한 데드 섹션은 명물이었다.
차체 도색은 개통 당시에는 갈색이었지만, 1933년부터 녹색으로 변경, 1935년의 700형에서는 현재까지 전해지는 「녹색 코베시전」의 이미지를 확립해 그때까지 등장한 차량도 이 투톤 컬러로 변경되었다. 이 도색은 고베의 심볼 중 하나로서 사랑받아 이것 또한 고베 시전 독특한 모난 차번 표기와 함께, 현재의 고베 시영 지하철에 인계되고 있다.
차바퀴 테스트,로망스카 700형의 운행 등 선진적인 기술·서비스를 적극적으로 채용하는 사업자이기도 했다. 그 중 하나로 부인 전용 전철(1920년,일본 최초) 운행이 있다. 현재도 4량 편성의 지하철 가이간 선에도 여성 전용차를 종일 1량 확보하고 있다.

## 노선
- 에이마치 선：산노미야 한신 앞 - 난코 앞 - 효고 역
- 세관 선：산노미야 한신 앞 - 세관 앞
- 동부 국도 선：산노미야 한신 앞 - 와키노하마 정
- 누노비키 선：가노우마치 3가 - 상 츠츠이 1가
- 이시야가와 선：상 츠츠이 1가 - 이시야 강
- 야마테·가미사와 선：가노우마치 3가 - 오쿠라산 - 오사다
- 난코 동문 선：난코 앞 - 오쿠라산
- 미나토가와 선：신가이치 - 미나토가와 공원 서쪽 출구
- 효고 선：난코 앞 - 나카노시마
- 고지 선：나카노시마 - 마츠바라도리 3가 - 동 고지니가 - 오사다
- 와다선：나카노시마 - 와다미사키 - 동 고지니가
- 이타야도 선：동 고지니가 - 오오하시 9가 - 이타야도
- 스마 선：오오하시 9가 - 스마역

## 사철과의 연결

### 연결 정류소
- 산노미야 한큐 앞：한큐 전철(1936년 이후, 고베 역→산노미야역)
- 상 츠츠이 1가：한큐 전철(한큐 고베 선 개통 당시부터. 후에 고베 역→상 츠츠이 역이라고 개칭해, 1940년에 폐지)
- 다키미치：한신 본선(한신은 고베 역, 1933년 폐지)
- 산노미야 한신 앞：한신 본선(산노미야역→고베 역→산노미야 역)
- 와키노하마 정：한신 국도 선(국도 선은 동(東)고베 전차 정류장)
- 효고 역,오사다, 이타야도, 스마역 앞：산요 전철(산요측의 전철 효고 역,나가타 역간. 1968년 4월 6일까지 영업)
- 미나토가와 공원：고베 전철
- 하라다：한큐 전철(서나다 역, 후의 오지고엔 역)

### 사철과의 연결 수송
와키노하마 정에서는 한신 국도 선과 레일이 연결되고 있어 매년 11월에 행해진 「미나토의 제」(고베 축제의 전신)의 때에는 꽃전차가 동선야마우치까지 직통 운전하고 있었다. 또, 스마역 앞으로부터 앞은 산요 전철이 전철 스마 역(현 산요 스마 역) 서쪽에서 일본 국도 2호선상에 들어와 전철 시오야 역(현 산요 시오야 역) 동쪽까지 병용 궤도였던 일로부터, 한시기 산요 전철과도 레일이 연결되고 있었다. 전시하의 1944년, 양접속점으로부터 전시 수송을 위해 시영전차 차량이 한신 국도 선·산요 전철에 노선 연장하게 되었다. 야채등의 물자의 수송을 주목적으로 하고 있었지만 한신측은 남아 실시되지 않고, 산요측도 차바퀴 플랜지의 높이가 상위하고 있던 것에 의해 포인트로 전철이 올라앉아 버렸기 때문에 시운전 몇차례만으로 취소가 되었다. 종전 직후에 산요 전철이 전재나 풍수해로 차량 부족에 빠졌을 때에는 이 연락선을 사용해 시영전차로부터 500형이 노선 연장해 효고 - 스마 사이에 운용되었던 적이 있었다.

## 차량
- 100형
- 200형
- 300형
- 400형
- 500형
- 600형
- 700형
- 750형
- 800형
- 900형
- 1000형
- 1100형
- 1150형

### 현재 남아있는 차량

#### 현역
- 히로시마 전철 570형(원·고베 시전 500형)582호
- 히로시마 전철 1150형(원·고베 시전 1150형)1156호

#### 보존
- 고베 시영 지하철 묘다니 차량 기지(스마구)매년 2회의 공개일에 관람 가능.
  - 700형 705호. 차내는 로망스카로 불린 당시의 크로스시트로 복원. 다만 이 크로스시트는 본래 달려있던 것이 아닌,전후의 750형에 사용되고 있던 것을 이용하고 있다.
  - 800형 808호.

이 외 700형 760호외 2량의 전두부도 있다.
- 미사키 공원(효고구·시영전차 와다 차고터)
  - 1100형 1103호(이 링크를 참조[일본어])
- 모토야마 교통 공원(히가시나다구)
  - 1150형 1155호

이 밖에도 몇 량인가가 보존되고 있다.

## 꽃전차

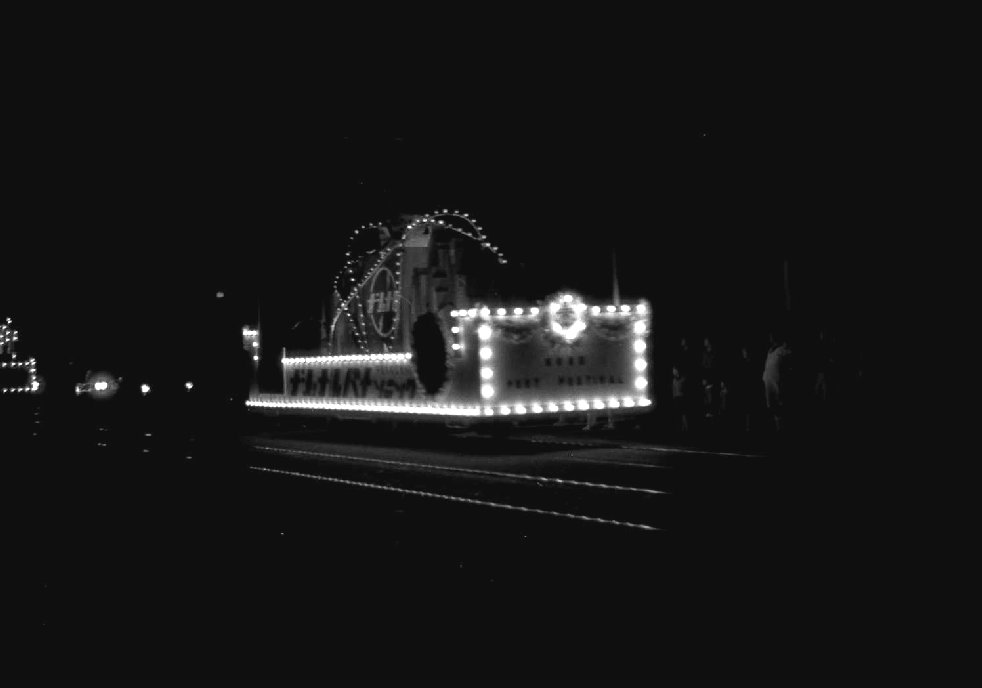
내셔널의 이름이 들어가 있는 전철(가미사와도리 나카야마 병원 앞) 1963년경
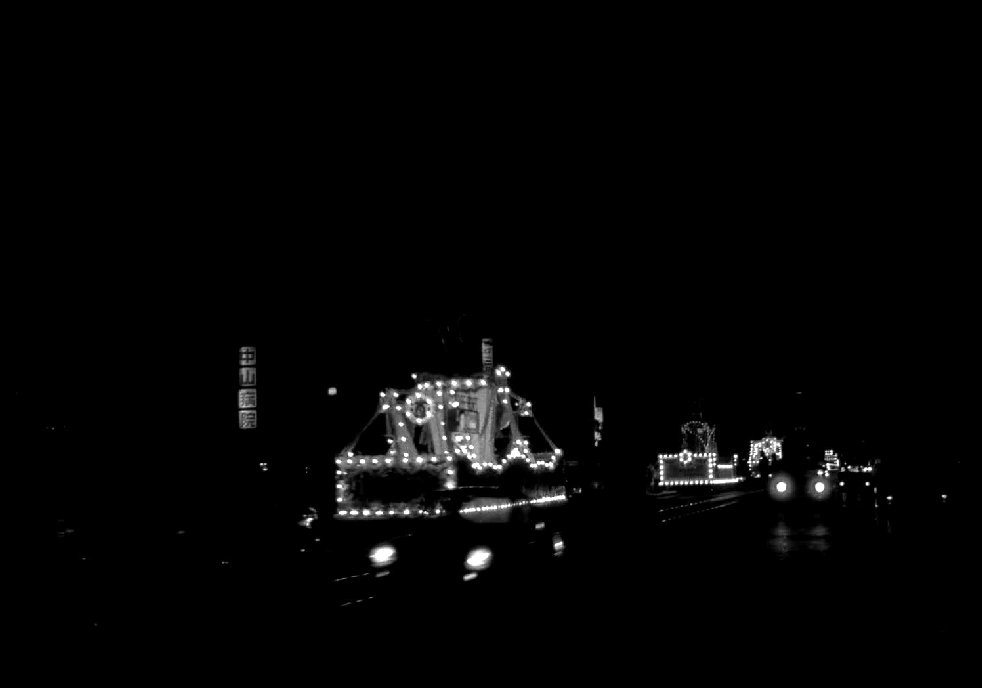
가미사와도리 나카야마 병원 앞,1963년경

## 같이 보기
- 고베 시영 지하철
- 고베 고속 철도
- 한신 전기 철도
  - 한신 본선
- 한큐 전철
  - 한큐 전철 고베 본선
- 산요 전기 철도
  - 산요 전기 철도 본선

## 참고 문헌
- 고베 시 교통국 편, 「고베 시 교통국 80년사」2001년,오곡을 지키는 신 도이치 교통국
- 고베 철도 동호회 편, 「고베의 시영전차와 거리풍경」　2001년 출판
- 후쿠다 세이지 편, 「고베시전이 달린 거리의 지금과 옛날」　2001년　JTB
- 진순신 저, 「롯코 수필」　2006년 아사히 신문사
- 「고베 시 전철 양사」, 「철도 팬」No.122 1971년 6월호 교우사
- 「전성기의 고베 시전」(위)·(아래)RM LIBRARY No.75,76　2005년 11,12월 고양이·퍼블리싱